# Meillac
Meillac (en bretó Melieg, en gal·ló Melhac) és un municipi francès, situat a la regió de Bretanya, al departament d'Ille i Vilaine. L'any 2006 tenia 1.568 habitants.

## Demografia
| 1962                                       | 1968  | 1975  | 1982  | 1990  | 1999  |
| ------------------------------------------ | ----- | ----- | ----- | ----- | ----- |
| 1.282                                      | 1.484 | 1.295 | 1.357 | 1.380 | 1.352 |
| Des de 1962: població sense dobles comptes |       |       |       |       |       |

## Administració
| Període   | Identitat      | Partit |
| --------- | -------------- | ------ |
| 2001-2008 | Joël Rouxin    |        |
| 2008-     | Francis Plihon |        |